# Harold Barclay
Harold Barton Barclay (* 3. Januar 1924 in Newton, Massachusetts; † 20. Dezember 2017 in Vernon, British Columbia) war Professor der Anthropologie an der University of Alberta in Edmonton, Alberta.

## Leben
Barclay begann sein Studium der Anthropologie an der Harvard University in Boston, setzte es an der Cornell University in Ithaca, New York fort und promovierte dort 1961 mit einer Arbeit zur Ethnographie eines sudanesischen Dorfes. Anschließend dozierte er an der American University in Cairo und an der University of Oregon. Von 1966 an bis zu seiner Emeritierung war er Professor an der University of Alberta in Edmonton, Alberta.
Seine Forschung konzentrierte sich auf die ländliche Gesellschaft im modernen Ägypten und des nördlichen Arabischen Sudans, weiterhin fokussierte er sich auf die politische Anthropologie und die Anthropologie der Religion. Barclay war außerdem Schriftsteller anarchistischer Theorien; er spezialisierte sich auf Theorien, die die Zerstörung des Staates betreffen, und wie die Gesellschaft führungslos funktionieren würde. Im deutschen Sprachraum wurde er durch sein Buch Völker ohne Regierung; eine Anthropologie der Anarchie (1985) bekannt.

## Werke (Auswahl)
- Buurri al Lamaab, a suburban village in the Sudan. Cornell studies in anthropology. Cornell University Press, Ithaca NY 1964.
- The role of the horse in man’s culture. J.A. Allen, London 1980, ISBN 0-85131-329-9
- Culture: The human way. Calgary. Canada: Western Publishers, Alta 1986, ISBN 0-919119-11-5
- People without Government: An Anthropology of Anarchy. rev. ed. Left Bank Books, Seattle 1990, ISBN 0-939306-09-3, 1. Auflage 1982; deutsche Übers.: Völker ohne Regierung. Eine Anthropologie der Anarchie. Libertad Verlag, West-Berlin 1985, ISBN 3-922226-10-8.
- Culture and anarchism. Freedom Press, London 1997, ISBN 0-900384-84-0
- The state. Freedom Press, London 2003, ISBN 1-904491-00-6
- Longing for Arcadia: Memoirs of an anarcho-cynicalist anthropologist. Trafford, Victoria BC 2005, ISBN 1-4120-5679-9